# Keith Hopkins
Morris Keith Hopkins (20 de junho de 1934 – 8 de março de 2004) foi um historiador e sociólogo britânico. Foi professor de História Antiga na Universidade de Cambridge entre 1985 to 2000.

## Publicações
- Conquerors And Slaves (1978)
- Death And Renewal (1983)
- A World Full Of Gods (1999)
- Rome The Cosmopolis (2002), volume de ensaios
- The Colosseum (2005), com Mary Beard